# RuPaul's Drag Race Down Under (terza edizione)
La terza edizione di RuPaul's Drag Race Down Under è in onda in Australia e Nuova Zelanda dal 28 luglio al 15 settembre 2023 sulla piattaforma streaming australiana Stan e sull'emittente televisiva neozelandese TVNZ OnDemand.
Il 28 giugno 2023 sono state annunciate le dieci concorrenti, provenienti da tutta l'Australia e Nuova Zelanda, per essere incoronate la prossima Down Under's Next Drag Superstar.
Isis Avis Loren, vincitrice dell'edizione, ha guadagnato come premio 50000 A$, una fornitura di cosmetici della Anastasia Beverly Hills cosmetics e una corona di Amped Accessories.

## Concorrenti
Le dieci concorrenti che prendono parte al reality show sono:
| Concorrente       | Vero nome            | Età | Città                    | Posizionamento |
| ----------------- | -------------------- | --- | ------------------------ | -------------- |
| Isis Avis Loren   | Michael              | 33  | Melbourne – Australia    | Vincitrice     |
| Gabriella Labucci | Cameron Hodgson      | 31  | Ballarat – Australia     | 2º posto       |
| Flor              | Pedro Duque          | 25  | Auckland – Nuova Zelanda | 3º posto       |
| Hollywould Star   | Timothy Springs      | 34  | Sydney – Australia       | 4º posto       |
| Bumpa Love        | Richard Taki         | 51  | Melbourne – Australia    | 5º posto       |
| Ashley Madison    | Sean Glasson         | 25  | Melbourne – Australia    | 6º posto       |
| Rita Menu         |                      | 24  | Hamilton – Nuova Zelanda | 7º posto       |
| Ivanna Drink      | Shameel Kennedy-Hall | 26  | Auckland – Nuova Zelanda | 8º posto       |
| Ivory Glaze       |                      | 26  | Sydney – Australia       | 9º posto       |
| Amyl              | Adam Torres          | 27  | Sydney – Australia       | 10º posto      |

## Tabella eliminazioni
| Ordine | Episodi    | Episodi    | Episodi    | Episodi    | Episodi    | Episodi    | Episodi    | Episodi           |
| Ordine | 1          | 2          | 3          | 4          | 5          | 6          | 7          | 8                 |
| ------ | ---------- | ---------- | ---------- | ---------- | ---------- | ---------- | ---------- | ----------------- |
| 1      | Hollywould | Isis       | Gabriella  | Ashley     | Hollywould | Isis       | Flor       | Isis Avis Loren   |
| 2      | Flor       | Bumpa      | Bumpa      | Isis       | Isis       | Flor       | Isis       | Gabriella Labucci |
| 3      | Gabriella  | Hollywould | Flor       | Hollywould | Gabriella  | Hollywould | Gabriella  | Flor              |
| 4      | Isis       | Ashley     | Isis       | Gabriella  | Flor       | Gabriella  | Hollywould |                   |
| 5      | Ivanna     | Gabriella  | Ashley     | Bumpa      | Bumpa      | Bumpa      |            |                   |
| 6      | Rita       | Flor       | Hollywould | Flor       | Ashley     |            |            |                   |
| 7      | Bumpa      | Ivanna     | Rita       | Rita       |            |            |            |                   |
| 8      | Ashley     | Rita       | Ivanna     |            |            |            |            |                   |
| 9      | Ivory      | Ivory      |            |            |            |            |            |                   |
| 10     | Amyl       |            |            |            |            |            |            |                   |

Legenda:
     La concorrente ha vinto la gara
     La concorrente è arrivata in finale ma non ha vinto la gara
     La concorrente è arrivata in finale, ma è stata eliminata
     La concorrente ha vinto la puntata
     La concorrente figura tra i primi ma non ha vinto la puntata
     La concorrente è salva ed accede alla puntata successiva (l'ordine di chiamata è casuale)
     La concorrente figura tra gli ultimi ma non ed è a rischio eliminazione
     La concorrente figura tra gli ultimi 2 ed è a rischio eliminazione
     La concorrente è stata eliminata

## Giudici
- RuPaul
- Michelle Visage
- Rhys Nicholson

### Giudici ospiti
- Adam Lambert
- Amy Taylor
- Deva Mahal
- Josh Cavallo
- Keiynan Lonsdale
- Maria Thattil
- Rachel Hunter

## Special Guest
- Raven
- Max Currie
- Corey Baker
- Bree Tomase
- Norvina
- Kween Kong
- Spankie Jackzon

## Riassunto episodi

### Episodio 1 –Mardi Gras Pride
Il primo episodio della seconda edizione oceanica si apre con le concorrenti che entrano nell'atelier. La prima a entrare è Hollywould Star, l'ultima è Gabriella Labucci. RuPaul fa il suo ingresso annunciando l'inizio di una nuova edizione e dando il benvenuto alle concorrenti.
- La sfida principale: le concorrenti devono scrivere, produrre e coreografare un numero da girl group per celebrare il Mardi Gras Pride sulle note del mash-up Super Queen x Sissy That Walk di RuPaul. Una volta scritto il pezzo le concorrenti raggiungono il palcoscenico principale per le prove della coreografia. Durante l'organizzazione, si vengono a creare tensioni sulla creazione di una coreografia che può agevolare tutte le concorrenti.

Giudice ospite della puntata è Deva Mahal. Il tema della sfilata è Somewhere Under the Rainbow, dove le concorrenti devono sfoggiare un abito con i colori della bandiera arcobaleno. RuPaul dichiara Isis, Ivanna, Rita e Bumpa salve, e lascia le altre concorrenti sul palco per le critiche. Amyl e Ivory Glaze sono le peggiori, mentre Hollywould Star è la migliore della puntata.
- L'eliminazione: Amyl e Ivory Glaze vengono chiamate ad esibirsi con la canzone Down Under dei Men at Work. Ivory Glaze si salva, mentre Amyl viene eliminata dalla competizione.

### Episodio 2 –Muriel's Bedding
Il secondo episodio si apre con le concorrenti che rientrano nell'atelier dopo l'eliminazione di Amyl, con Ivory disposta a tutto di dimostrare ai giudici il suo talento. Intanto le concorrenti si complimentano con Hollywould per la prima vittoria dell'edizione.
- La mini sfida: le concorrenti devono posare per un servizio fotografico a tema boudoir, dove dovranno posare con i membri della Pit-Crew in camera da letto. La vincitrice della mini sfida è Gabriella Labucci.
- La sfida principale: le concorrenti devono realizzare un outfit perfetto per una cerimonia nuziale usando unicamente i materiali che troveranno nella camera da letto della mini sfida precedente. Quando RuPaul ritorna nell'atelier, insieme a lui c'è Raven, concorrente della seconda edizione statunitense e della prima edizione All Stars, per dare consigli su come eccellere in una sfida di moda.

Giudice ospite della puntata è Maria Thattil. Il tema della sfilata è Muriel's Bedding, dove le concorrenti devono presentare l'outfit appena creato. RuPaul dichiara Ashley, Gabriella e Flor salve, e lascia le altre concorrenti sul palco per le critiche. Rita Menu e Ivory Glaze sono le peggiori, mentre Isis Avis Loren è la migliore della puntata.
- L'eliminazione: prima dell'inizio del lipsync, Ivory Glaze accusa un malore e sviene sul palcoscenico. Dopo aver fatto gli opportuni accertamenti medici, RuPaul annuncia che per ragioni di sicurezza l'eliminazione sarà rimandata all'episodio successivo.

### Episodio 3 –Fake Housewives of Down Under
Il terzo episodio si apre con la scena conclusiva dell'episodio precedente, con Rita Menu e Ivory Glaze chiamate a disputare il lip sync per l'eliminazione.
- L'eliminazione: Rita Menu e Ivory Glaze vengono chiamate ad esibirsi con la canzone Murder on the Dancefloor di Sophie Ellis-Bextor. Rita Menu si salva, mentre Ivory Glaze viene eliminata dalla competizione.

Successivamente RuPaul fa il suo ingresso nell'atelier e annuncia alle concorrenti che la vincitrice del lip sync è Rita Menu, che può continuare nella competizione.
- La sfida principale: le concorrenti, divise in due squadre, saranno ospiti nell'episodio reunion del programma Fake Housewives of Down Under, parodia del franchise The Real Housewives, con l'obiettivo di improvvisare e seguire una storia dietro ai loro personaggi. Isis e Rita, rispettivamente la migliore e una delle peggiori delle puntata precedente, saranno le due caposquadra. Isis sceglie per il suo team Gabriella, Hollywould e Ivanna, mentre Rita sceglie Bumpa, Flor e Ashley. Durante l'assegnazione dei ruoli, si vengono a creare delle tensioni fra alcune delle concorrenti che vogliono interpretare lo stesso personaggio.

Giudice ospite della puntata è Adam Lambert. Il tema della sfilata è Bad Girls Gone Bad, dove le concorrenti devono sfoggiare un abito ispirato da un'antagonista femminile. RuPaul dichiara Ashley e Hollywould salve, e lascia le altre concorrenti sul palco per le critiche. Rita Menu e Ivanna Drink sono le peggiori, mentre Gabriella Labucci è la migliore della puntata.
- L'eliminazione: Rita Menu e Ivanna Drink vengono chiamate ad esibirsi con la canzone Holding Out for a Hero di Adam Lambert. Rita Menu si salva, mentre Ivanna Drink viene eliminata dalla competizione.

### Episodio 4 –Snatch Game
Il quarto episodio si apre con le concorrenti che rientrano nell'atelier dopo l'eliminazione di Ivanna, con molte tristi della loro uscita poiché trasmetteva sempre positività all'interno dell'atelier. Intanto Ashley è preoccupata del suo percorso poiché, nonostante abbia mostrato tutte le sue abilità ai giudici, non ha ricevuto nessuna menzione d'onore. 
- La mini sfida: le concorrenti, prendono parte ad un gioco di memoria, dove devono indovinare quali membri della Pit Crew indossano lo slip dello stesso colore. La vincitrice della mini sfida è Gabriella Labucci.
- La sfida principale: le concorrenti prendono parte alla sfida più attesa in ogni edizione dello show, lo Snatch Game. Keiynan Lonsdale e Max Currie sono i concorrenti del gioco. Le concorrenti devono scegliere una celebrità e impersonarla per l'intero gioco, con lo scopo di essere il più divertenti possibili. RuPaul ritorna nell'atelier per vedere quali personaggi sono stati scelti, inoltre, aiuta le concorrenti con vari consigli per dare il meglio nel gioco. Le celebrità scelte dalle concorrenti sono state:

| Concorrente       | Celebrità impersonata |
| ----------------- | --------------------- |
| Ashley Madison    | Gesù Cristo           |
| Bumpa Love        | Kiri Te Kanawa        |
| Flor              | Charo                 |
| Gabriella Labucci | Emma Watkins          |
| Hollywould Star   | Naomi Campbell        |
| Isis Avis Loren   | Donatella Versace     |
| Rita Menu         | Cardi B               |

Giudice ospite della puntata è Keiynan Lonsdale. Il tema della sfilata è Nights of 1000 Kylie Minogue's, dove le concorrenti devono sfoggiare un abito che rispecchi un look iconico di Kylie Minogue.  RuPaul dichiara Hollywould e Gabriella salve, e lascia le altre concorrenti sul palco per le critiche. Flor e Rita Menu sono le peggiori, mentre Ashley Madison è la migliore della puntata.
- L'eliminazione: Flor e Rita Menu vengono chiamate ad esibirsi con la canzone Secrets di Kylie Minogue. Flor si salva, mentre Rita Menu viene eliminata dalla competizione.

### Episodio 5 –BMX Bitches
Il quinto episodio si apre con le concorrenti che rientrano nell'atelier dopo l'eliminazione di Rita, con Flor disposta a tutto di dimostrare ai giudici il suo talento. Il giorno successivo nell'atelier fanno il calcolo delle vittorie di tutti, e da qui parte una discussione tra Flor e Gabriella riguardo ai giudizi della puntata precedente.
- La mini sfida: le concorrenti devono "leggersi" a vicenda, ovvero dire qualcosa di cattivo ma facendolo in modo scherzoso. Non viene nominata nessuna vincitrice.
- La sfida principale: le concorrenti, divise in due gruppi, devono scrivere, produrre e coreografare un numero da girl group. Il primo gruppo è composto da Flor, Bumpa e Ashley, mentre il secondo è formato da Hollywould, Gabriella e Isis. Una volta scritto il pezzo, ogni gruppo va nella sala registrazione, dove Michelle Visage offre loro consigli e aiuto per la registrazione del pezzo. Durante le registrazioni delle tracce Ashley e Isis hanno avuto dei problemi nel rendere le loro strofe accattivanti mentre Flor e Hollywould hanno ricevuto complimenti per le loro armonie. Successivamente ogni gruppo raggiunge il coreografo Corey Baker per organizzare la coreografia, il gruppo di Flor ha avuto problemi sull'organizzazione della coreografia, mentre il gruppo di Hollywould è molto preparato per l'esibizione.

| Concorrenti       | Nome girl group     | Brano della performance     |
| ----------------- | ------------------- | --------------------------- |
| Ashley Madison    | F.A.B International | "BMX Bitches" (F.A.B Remix) |
| Bumpa Love        | F.A.B International | "BMX Bitches" (F.A.B Remix) |
| Flor              | F.A.B International | "BMX Bitches" (F.A.B Remix) |
| Gabriella Labucci | SNS (Sexy N Stupid) | "BMX Bitches" (SNS Remix)   |
| Hollywould Star   | SNS (Sexy N Stupid) | "BMX Bitches" (SNS Remix)   |
| Isis Avis Loren   | SNS (Sexy N Stupid) | "BMX Bitches" (SNS Remix)   |

Giudice ospite della puntata è Rachel Hunter. Il tema della sfilata è Fuchsia? I Don't Even Know Her, dove le concorrenti devono sfoggiare un abito completamente fucsia. Durante i giudizi viene chiesto alle concorrenti, chi secondo loro merita di essere eliminata. Dopo la sfilata e le critiche dei giudici, RuPaul dichiara Bumpa Love e Ashley Madison le peggiori, mentre Hollywould Star è la migliore della puntata. 
- L'eliminazione: Bumpa Love e Ashley Madison vengono chiamate ad esibirsi con la canzone Hot n Cold di Katy Perry. Bumpa Love si salva, mentre Ashley Madison viene eliminata dalla competizione.

### Episodio 6 –Drag Brunch
Il sesto episodio si apre con le concorrenti che rientrano nell'atelier dopo l'eliminazione di Ashley, con Flor disposta a tutto per mostrare ai giudici e alle altre concorrenti il suo talento. Il giorno successivo, le concorrenti fanno il calcolo delle vittorie di tutte.
- La sfida principale: le concorrenti prendono parte al Drag Brunch, ovvero una gara di talenti, esibendosi davanti ai giudici. Avendo vinto la puntata precedente Hollywould decide l'ordine d'esibizione che è: Gabriella, Bumpa, Flor, Isis ed Hollywould.

| Concorrente       | Talento dell'esibizione |
| ----------------- | ----------------------- |
| Gabriella Labucci | Slapstick               |
| Bumpa Love        | Stand-up comedy         |
| Flor              | Tutorial comico         |
| Isis Avis Loren   | Lip sync con ventaglio  |
| Hollywould Star   | Canto e ballo           |

Giudice ospite della puntata è Amy Taylor. Il tema della sfilata è Not in My Backyard Barbecue, dove le concorrenti devono sfoggiare un abito perfetto per un picnic. Dopo la sfilata e le critiche dei giudici, RuPaul dichiara Gabriella Labucci e Bumpa Love le peggiori, mentre Isis Avis Loren è la migliore della puntata.
- L'eliminazione: Gabriella Labucci e Bumpa Love vengono chiamate ad esibirsi con la canzone Are You Gonna Be My Girl dei Jet. Gabriella Labucci si salva, mentre Bumpa Love viene eliminata dalla competizione.

### Episodio 7 –Terriers in Tiaras
Il settimo episodio si apre con le concorrenti che rientrano nell'atelier dopo l'eliminazione di Bumpa, tristi nel vedere una loro grande amica lasciare la competizione. Il giorno successivo le concorrenti discutono sulle vittorie di tutte, e su chi riuscirà ad accedere alla finale.
- La sfida principale: le concorrenti devono fare un make-over, cioè truccare e preparare un padrone con il loro cane domestico per farli diventare simili in drag. Avendo vinto la puntata precedente, Isis può formare le coppie. Durante la preparazione della sfida, le concorrenti e i padroni si confrontano tra loro su diverse questioni, come ad esempio come i padroni sono riusciti a trovare conforto in situazioni difficili grazie ai loro amici a quattro zampe, oppure su come le concorrenti devono costantemente dare il massimo per essere accettate nella società.

| Concorrenti       | Padrone e cane (Nome Reale) | Padrone e cane (Nome in Drag)              |
| ----------------- | --------------------------- | ------------------------------------------ |
| Flor              | Grace e Burrito             | Rose e Burrito Bouquet                     |
| Gabriella Labucci | Aaron e Billy               | Isabella Labucci e B'Leaning Tower of Pisa |
| Hollywould Star   | Arlene e Rupert             | Ava Star e Ruby Star                       |
| Isis Avis Loren   | Taina e Blue                | Venus Tina Loren e Neptune                 |

Giudice ospite della puntata è Josh Cavallo. Il tema della sfilata è Drag Family Resemblance: Doggy Style, dove le concorrenti, i padroni e i loro cani devono sfoggiare dei look simili, che rappresenti la loro famiglia drag. Dopo la sfilata e le critiche dei giudici, RuPaul dichiara Hollywould Star e Gabriella Labucci le peggiori, mentre Isis Avis Loren e Flor sono le migliori della puntata ed accedono alla finale.
- L'eliminazione: Hollywould Star e Gabriella Labucci vengono chiamate ad esibirsi con la canzone Not About You delle Haiku Hands. Gabriella Labucci si salva e accede alla finale mentre Hollywould Star viene eliminata dalla competizione.

### Episodio 8 –Grand Finale
L'ottavo ed ultimo episodio di quest'edizione si apre con le concorrenti che ritornano nell'atelier dopo l'eliminazione di Hollywould, dove si discute su chi riuscirà a vincere quest'edizione e su chi sarà la prossima Drag Superstar oceanica.
Per l'ultima prova, prima di incoronare la vincitrice di quest'edizione, le concorrenti devono comporre un pezzo, cantare ed esibirsi sulla canzone di RuPaul, Crying on the Dance Floor e poi dovranno prendere parte ad un podcast con RuPaul e Michelle Visage.
Per la coreografia, le concorrenti hanno come istruttore Kween Kong, concorrente della seconda edizione. Durante la prova per la coreografia, Flor e Gabriella hanno avuto dei problemi con i passi della coreografia di gruppo, mentre Isis ha ricevuto complimenti per essere riuscita ad aver imparato subito i passi. Nel frattempo una ad una le concorrenti prendono parte al podcast, dove RuPaul e Michelle Visage fanno domande sulla loro esperienza in questa edizione di RuPaul's Drag Race Down Under.
I giudici della puntata sono: RuPaul, Michelle Visage e Rhys Nicholson. Il tema della sfilata è Finale Eleganza Extravaganza, dove le concorrenti devono sfilare con il loro abito migliore.
Durante i giudizi, RuPaul chiede ad ogni concorrente il motivo per cui debba essere scelta proprio lei come vincitrice. Dopo le critiche, RuPaul comunica che le due finaliste che accedono alla finalissima sono Gabriella Labucci e Isis Avis Loren, mentre Flor viene eliminata dalla competizione. Gabriella Labucci e Isis Avis Loren si esibiscono in playback sulla canzone Walking on Broken Glass di Annie Lennox. Dopo l'esibizione, RuPaul dichiara Isis Avis Loren vincitrice della terza edizione di RuPaul's Drag Race Down Under.